# Relations entre la France et Nauru
Les relations entre la France et Nauru font référence aux relations bilatérales entre la France et Nauru. La France entretient des relations diplomatiques avec Nauru depuis 1978 ; Nauru est devenu une république indépendante en 1968, s’émancipant de la tutelle des Nations unies qui était exercée in facto par l'Australie.
La France est représentée par un ambassadeur résident à Suva depuis 1980, également accrédité auprès des Kiribati, des Tuvalu, des Tonga, alors que Nauru n'a pas de représentation diplomatique en France mais le pays a un consulat à Bruxelles qui couvre aussi la France.
Nauru est membre du Forum des îles du Pacifique tout comme la Nouvelle-Calédonie et la Polynésie française (membres à part entière depuis 2016).

## Histoire
En 1978, la représentation de la France est assuré pendant 3 ans par l'ambassadeur de France auprès de la Nouvelle-Zélande puis sera assuré en 1981 par l'ambassadeur résident aux Fidji.
La relation commerciale entre les deux pays est presque inexistante, à l’exception de quelques flux ponctuels. Les seuls échanges ont pu avoir lieu autour des questions du changement climatiques, notamment entre 2012 et 2014 lorsque l'ambassadrice de Nauru auprès des Nations Unies, Marlene Moses, était présidente de l'Alliance des petits États insulaires ; la France est présente dans le Pacifique avec la Polynésie française, la Nouvelle-Calédonie et Wallis-et-Futuna.
En 2013, Nauru a co-parrainé la résolution par laquelle la Polynésie Française a été inscrite sur la liste des territoires non-autonomes des Nations unies (C24), un geste qualifié d'inamical par la France.